# Danielle Génault
Danielle Génault est une Française, qui, après avoir été élue Miss Île-de-France 1953, a assuré l'intérim de Miss France 1954, Irène Tunc et a finalement été élue Miss Europe 1955.

L'élection de Miss France 1954 a eu lieu au casino d'Évian.